# The Quill (wulkan)
The Quill – wulkan oraz najwyższe wzniesienie Sint Eustatius – holenderskiej gminy zamorskiej na Karaibach. Wysokość – 601 metrów n.p.m. Jest położone w południowo-wschodniej części wyspy.